# Rosa Lloret Ortiz
Rosa Lloret Ortiz (Barcelona, 18 de maig de 1909 - segle XX) fou una guitarrista catalana.

## Biografia
Filla de Pere Lloret Blanch, un dels fundadors de la Societat Lira d'Orfeu, que havia ofert concerts a França i havia estat esporàdicament professor de guitarra. Des de molt jove s'inclinà a l'estudi de la guitarra, primer rebent classes del seu pare i, més tard, d'en Miquel Mas, a l'Escola Municipal de Música, i de Miquel Llobet, segons apunta Domènec Prat i Marsal en el seu diccionari. Però, segons el Diccionario de la música ilustrado, rebé classes del mateix Domènec Prat. La seva formació musical fou molt completa, arribant a estudiar piano, harmonia, composició i història de la música sota la tutoria de Gibert i Serra.

Als catorze anys començà a fer concerts públics a Barcelona i Madrid, i tots els autors que en parlen destaquen el que donà el 14 de maig de 1925 al Circulo de Bellas Artes de Madrid, que va ser especialment lloat. Hi ha un detall en la seva carrera concertística que fou molt agudament apreciat per Domènec Prat.
| « | Digna del més sincer dels aplaudiments fou la seva lluita per infiltrar la guitarra entre la classe alta del seu país, i així es presenta en les sales, balnearis i colònies de la regió catalana. La seva campanya fou tan intensa, que, des del més d'abril de 1925 fins al maig de 1926, en un període de 13 mesos, donà 34 recitals públics. | » |

El seu principal objectiu musical va ser infiltrar la guitarra entre les classes altes. Per això va oferir recitals i conferències a grans sales, balnearis i clubs de Catalunya. Sovint oferia una petita conferència introductòria abans de cada concert, de manera que el públic es familiaritzés amb el repertori que anava a sentir. Normalment programava concerts amb molts compositors espanyols, també del Renaixement i el Barroc, amb la intenció d'ampliar el repertori de guitarra i donar a conèixer els grans guitarristes de totes les èpoques. El 1931, a causa d'aquesta activitat concertística desenfrenada, va patir una crisi nerviosa que la va mantenir allunyada dels escenaris durant 2 anys.
Es va reincorporar a la vida pública el 1933, al mateix temps que publicà "Desenvolupament històric de la guitarra clàssica". Aquest llibre era un esforç per donar-li a la guitarra uns antecedents històrics, una genealogia. En la seva obra parla de molts autors europeus, del procés evolutiu de la tècnica guitarrística, dels antecedents àrabs, etc. El mateix any fou nomenada professora de guitarra de l'Institut Feminal de Barcelona. A partir del 1934 insistí en la seva tasca des de les càtedres de Guitarra i Teoria de la Música a l'Escola Municipal de Música, i es va oferir per fer classes gratuïtes de guitarra, de manera que la formació musical arribés a totes les capes socioeconòmiques. El paper de Rosa Lloret no és purament el d'una intèrpret, sinó el d'una artista descontenta amb les restriccions musicals de la seva societat que va lluitar per canviar-les.
A partir d'ací es perd tota referència de la vida i activitat de Rosa Lloret.